# Кашина Раверо (Торино)
Кашина Раверо је насеље у Италији у округу Торино, региону Пијемонт.
Према процени из 2011. у насељу је живело 29 становника. Насеље се налази на надморској висини од 242 м.